# Пашко Андрій Єфремович
Пашко́ Андрі́й Єфре́мович, народився 23 жовтня 1918 року в с. Гожули, що за сім кілометрів від м. Полтава, хоч в довідниках, антологіях, книгах стверджується, що він народився в Полтаві, у родині робітника.[джерело?]

## Біографія
Учився в Полтавському тепломеханічному технікумі та Харківському інституті механізації та електрифікації сільського господарства.
Екстерном склав іспит за курс Ленінградського училища зв'язку. Після війни слухав лекції у Полтавській вечірній музичній школі, на хормейстерському відділі. Працював електрометодистом Полтавського лекційного бюро, директором Будинку Творчісті, кореспондентом Полтавського комітету радіомовлення й телебачення.
Нагороджений орденом Вітчизняної війни ІІ ступеню, медалями.
Талановитий поет-пісняр, опублікував понад 300 пісень та статей. Окремими виданнями вийшли: «Пісня про радянську армію» (1954), «Пісня про Щорса» (1954), «Ой піду до бережка» (1955), збірка «Вокальний дует» (1956), книжка дитячих віршів «Разом будемо рости», «Де ви, очи?», «Вечірня пісня», «Згадай, мамо», «Незабутній вальс» (1969), «Липи квітнуть» (1961), збірка пісень «Я про тебе співаю», «Над Дніпром широким», «Весно зелена».
Співпрацював з композиторами А. Й. Кос-Анатольським, Компанійцем, Євгеном Козаком тощо.
Помер 23 червня 1991 року.

## Книги
- Пашко А. Кольори щастя: вокальні твори на слова українських поетів / А. Пашко. — Київ: Музична Україна, 1990. — 47 с. 14
- Пашко А. Осінні вогні: поезії / А. Пашко. — Харків: Прапор, 1988. — 71 с.
- Пашко А. На барвінкових узгір'ях: поезії / А. Пашко. — Харків: Прапор, 1984. — 58 с.
- Пашко А. Грона калини: вірші / А. Пашко. — Харків: Прапор, 1979. — 94 с.
- Пашко А. Коли ти зі мною: вокальні твори на слова українських поетів / А. Пашко. — Київ: Музична Україна, 1978. — 79 с.
- Пашко А. Барви життя: вірші / А. Пашко. — Харків: Прапор, 1975. — 48 с.
- Пашко А. Весно зелена: пісні, вірші, поема / А. Пашко. — Харків: Прапор,1968. — 62 с.
- Пашко А. Про тебе співаю: пісні радянських композиторів /А. Пашко. — Київ: Мистецтво, 1966. — 144 с.
- Пашко А. Будем разом рости: [вірші для дітей] / А. Пашко. — Київ: Дитвидав УРСР, 1958. — 18 с.

## Твори, опубліковані в збірниках, періодиці
- Пашко А. Лебединого віку тобі, хліборобе: [пісня] / А. Пашко; муз. О. Чухрая // Чухрай О. І. Диво всепрощенної любові. — Полтава, 2008. — С. 48–54; Чухрай О. Намисто росяне: пісні. — Київ, 1988. — С. 38–42.
- Пашко А. [Поезії] / А. Пашко // Калинове гроно: антологія поезії полтавських літераторів XX ст. — Полтава, 2004. — С. 120—125.
- Пашко А. Незабутній вальс; Вальс кохання; Поза ставом: [поезії] / А. Пашко // Біла альтанка: літ. альманах. — Полтава,1996. — С. 203—206.
- Пашко А. Один : спогад : [оповідання] / А. Пашко // Літературна Полтавщина. – 1995. – № 2–3. – С. 1, 2.
- Пашко А. Вечірня пісня; Щоб тебе не забути : [пісні] / А. Пашко // Молода громада. – 1993. – 23 жовт.
- Пашко А. Брати; Поза ставом; Вишенька: [поезії] /А. Пашко // Криниця. — 1990. — № 4. — С. 9.
- Пашко А. Люблю, Полтавщино моя : [пісня] / А. Пашко; 15 муз. А. Жданова // Твори добро : [збірник пісень]. – Полтава, 1990. – С.16–18.
- Пашко А. І я долав ту висоту : [вірш] / А. Пашко // Рядки, обпалені війною : вірші поетів-фронтовиків Радянської України. – Київ, 1985. – С. 86.
- Пашко А. Гудки; Осінній ранок; Ми склали пісню ненароком : [поезії] / А. Пашко // Комсомолець Полтавщини. – 1988. – 22 жовт.
- Пашко А. Балада про юного розвідника [Колю Жалія, учня полтавської СШ № 22] / А. Пашко // Зоря Полтавщини. — 1984. — 29 квіт.
- Пашко А. Балада про Ольгу Бондаренко: (уривок з поеми «День за днем») / А. Пашко // Зоря Полтавщини. — 1983. — 18 груд.
- Пашко А. Незвичайна весна: [вірш] / А. Пашко // Зоря Полтавщини. — 1982. — 27 черв.
- Пашко А. Розквітай, рости , наш краю : [вірш] / А. Пашко // Зоря Полтавщини. – 1975. – 15 листоп.
- Пашко А. Дума про рідну землю: вірш / А. Пашко // Зоря Полтавщини. — 1974. — 5 груд.
- Пашко А. Щоб люди не знали війни : [вірш] / А. Пашко // Зоря Полтавщини. – 1974. – 5 берез.
- Пашко А. Теплохід «Котляревський»: [вірш] / А. Пашко // Зоря Полтавщини. — 1969. — 7 верес.
- Пашко А. Над полтавським краєм пісня нова : [пісня] / А. Пашко; муз. О. Чухрая // Комсомолець Полтавщини. – 1968. – 21 квіт.
- Пашко А. Пісня : [вірші] / А. Пашко // Добрий ранок : вірші молодих поетів Полтавщини. – Полтава, 1961. – С. 58.

## Про А. Пашка
- Ротач П. П. Пашко Андрій Єфремович: [біографія] / П. П. Ротач // Полтавська Шевченкіана: спроба обл. (крайової) Шевченківської енцикл. : у 2-х кн. / П. П. Ротач. –Полтава, 2009. — Кн. 2: Л-Я. — С. 196—197.
- Ханко В. Мистецтвознавча думка на Полтавщині / В. Ханко. — Полтава, 2007. — С. 87.
- Брикулець В. Андрій Пашко. 1978 р. Полотно, олійні фарби : [портрет] / В. Брикулець // Малярство. Графіка. Ікономалярство / В. Брикулець. – Полтава, 2009. – С. 38.
- Пашко Андрій Єфремович // Полтавщина: історичний нарис. — Полтава, 2005. — С. 320, 443, 445, 477.
- Ротач П. Андрій Пашко (23.10.1918 – 23.06.1991) : [біографія, творчість] / П. Ротач // Колоски з літературної ниви / П. Ротач. – Полтава, 1999. – С. 446–450.
- Костенко М. Громадянство болю: погляд на полтавське поетичне слово у XX ст. / М. Костенко // Над темним хлібом душі. Пошук. Критика. Есе / М. Костенко. — Полтава, 2009. — С. 182, 190; Добромисл. — 1998. — № 1–2. — С. 104—116.
- Наливайко І. Автор «Незабутнього вальсу»/ І. Наливайко // Перегортаючи сторінки життя / І. Наливайко. — Полтава, 2010. — С. 62–65.
- Дяченко А. У бузкових пахощах / А. Дяченко // Якщо ти людина… : до літературних портретів деяких полтавських поетів і прозаїків другої половини XX ст. / А. Дяченко. — Полтава, 2000. — С. 31–32; Молода громада. — 1999. — 29 січ. — С. 7.
- Крижанівський С. Життям і піснею окрилений / С. Крижанівський // Пашко А. Осінні вогні: поезії. — Харків, 1988. — С. 3.
- Шведов Я. Пісенний світ поета / Я. Шведов // Пашко А. На барвінкових узгір'ях: поезії. — Харків, 1984. — С. 3–4.
- Кирейко В. Слово про поета-пісняра / В. Кирейко // Пашко А. Є. Грона калини: вірші. — Харків, 1979. — С. 3–4.
- Андрій Пашко // Слово і подвиг: Велика Вітчизняна війна в худ.- док. творчості письменників Рад. України 1941—1945 років: збірник / упоряд. І. Гончаренко, Д. Шлапак. — Київ, 1965. — С. 504.
- Титаренко О. Майстер слова / О. Титаренко // Зоря Полтавщини. — 2010. — 24 листоп. — С. 2.
- Убийвовк Л. Поет, воїн, журналіст / Л. Убийвовк // Край. — 2010. — № 73 (трав.). — С.15–17.
- Гусак А. "Я не один, я з Вами, люди, йду!" : [вечір пам'яті А. Пашка] / А. Гусак // Зоря Полтавщини. – 1998. – 16 груд.
- Мединська Т. Мов дівчина, над Ворсклою стоїть красою зачарована Полтава / Т. Мединська // Полтавська думка. — 1998. — 23 жовт.
- Вони наближали світлий день. Пісні, народжені в боях : [про подвиги поета-пісняра А. Пашка] // Зоря Полтавщини. – 1997. – 8 трав. 18
- Дяченко А. З піснею повінчаний / А. Дяченко // Молода громада. — 1993. — 23 жовт.
- Вибранова Г. Рядки з бойових донесень / Г. Вибранова // Комсомолець Полтавщини. — 1991. — 21 верес.
- Кузьменко О. Просто, щиро й талановито / О. Кузьменко // Нова праця. — 1989. — 25 трав.
- Ярошевський В. Кличе осінь до життя / В. Ярошевський // Зоря комунізму. — 1989. — 6 трав.
- Наливайко І. Про долю людську / І. Наливайко // Комсомолець Полтавщини. — 1989. — 6 квіт.
- Шік Р. Поет і час / Р. Шік // Комсомолець Полтавщини. — 1988. — 22 жовт.
- Дяченко А. Андрієві Пашку — 70 / А. Дяченко // Літературна Україна. — 1988. — 27 жовт.
- Дяченко А. При світлі «осінніх вогнів» / А. Дяченко // Зоря Полтавщини. — 1988. — 27 жовт.
- Степанович В. На барвінкових узгір'ях : [про однойменну книгу А. Пашка] / В. Степанович // Зоря Полтавщини. – 1985. – 26 трав.
- Наливайко І. Поетичне суцвіття / І. Наливайко // Зоря Полтавщини. — 1984. — 25 трав.
- Дяченко А. Андрієві Пашку — 60 / А. Дяченко // Літературна Україна. — 1978. — 27 жовт.
- Наливайко І. З пісенного джерела / І. Наливайко // Зоря Полтавщини. — 1979. — 4 листоп.
- Ротач П. Поет-пісняр / П. Ротач // Народна творчість і етнографія. — 1969. — № 3. — С. 104.
- Череватенко Л. Не так танцюється гопак : [огляд віршів укр. поетів, в т. ч. А. Пашка] / Л. Череватенко // Літературна Україна. – 1967. – 16 черв.
- Мартусь В. Голос поета лункий / В. Мартусь // Зоря Полтавщини. — 1966. — 14 трав.
- Ротач П. Для тебе, мій краю: пісенна творчість А. Пашка / 19 П. Ротач // Ленінська зміна. — 1963. — 12 черв.
- Стадник Г. П. Фольклорна основа пісень самодіяльних композиторів України [в тому числі А. Пашка] / Г. П. Стадник // Народна творчість і етнографія. — 1960. — № 4. — С. 40–50.
- «Поезія — душі моєї струни…». До 100-річчя від дня народження Андрія Пашка: біобібліографічна розвідка / упорядник Н. М. Требіна; Полтавська обласна бібліотека для юнацтва ім. О. Гончара. — Полтава, 2018. — 20 с.

|}